# Bustos
Bustos é uma vila portuguesa que foi sede da extinta Freguesia de Bustos do Município de Oliveira do Bairro, freguesia que tinha 10,59 km² de área e 2 652 habitantes (2011), tendo, por isso, uma densidade populacional de 250,4 hab./km². 
A Freguesia de Bustos foi extinta (agregada) pela reorganização administrativa de 2013, tendo o seu território sido agregado ao das Freguesias de Troviscal e Mamarrosa para criar a nova Freguesia de Bustos, Troviscal e Mamarrosa.
Por outro lado, a povoação de Bustos foi elevada à categoria de vila em 1 de Julho de 2003.

## População
| 1920  | 1930  | 1940  | 1950  | 1960  | 1970  | 1981  | 1991  | 2001  | 2011  |
| 1.764 | 2.161 | 2.260 | 2.249 | 2.217 | 1.932 | 2.069 | 2.232 | 2.576 | 2.652 |

Freguesia criada pela lei nº 942, de 18/02/1920, com lugares desanexados da freguesia de Mamarrosa

## Património
- Igreja de São Lourenço (matriz)
- Capela de São Lourenço
- Palacete